# Cucumis globosus
Cucumis globosus är en gurkväxtart som beskrevs av Charles Jeffrey. Cucumis globosus ingår i släktet gurkor, och familjen gurkväxter. Inga underarter finns listade i Catalogue of Life.